# Compagnie E. B. Eddy
 (octobre 2022).
Si vous disposez d'ouvrages ou d'articles de référence ou si vous connaissez des sites web de qualité traitant du thème abordé ici, merci de compléter l'article en donnant les références utiles à sa vérifiabilité et en les liant à la section « Notes et références ».

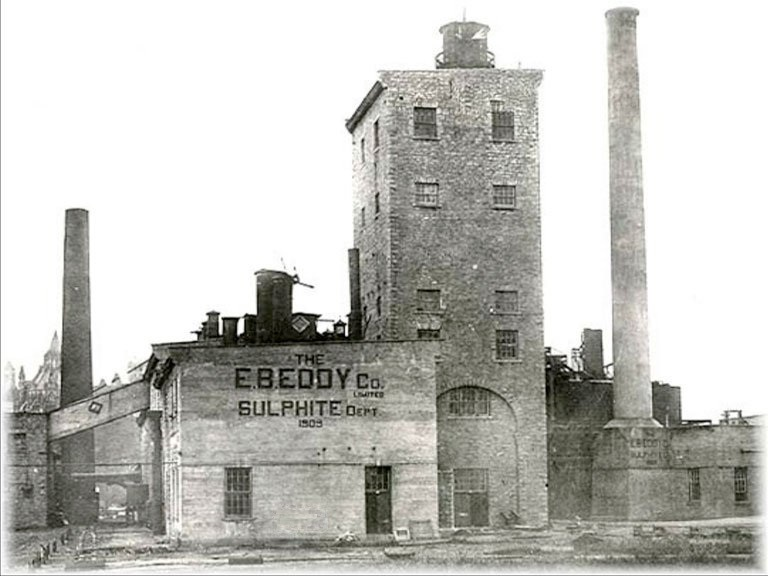
Usine E.B. Eddy de Hull, 1910.

La compagnie E. B. Eddy est une entreprise canadienne de fabrication d'allumettes situé à Hull et fondé par l'entrepreneur américain Ezra Butler Eddy en 1854. Depuis ses débuts, de jeunes femmes de milieux modestes, également connues sous le nom des allumettières, travaillaient dans l'usine à fabriquer des allumettes dans des conditions difficiles et risquées. Entre 1919 et 1924, ces allumettières ont déclenché les « premiers conflits ouvriers québécois mettant en scène un syndicat féminin » afin de militer pour de meilleures conditions de travail et un salaire plus juste. En 1928, l'usine de la compagnie E.B. Eddy ferma ses portes. En 1998, Domtar Inc. fit l'achat de la compagnie.

## Histoire

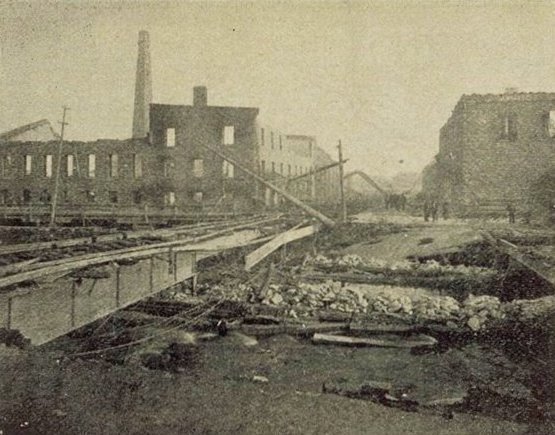
Installations incendiées de Eddy Matches, 1900.

La compagnie E. B. Eddy est une entreprise canadienne de fabrication d'allumettes situé à Hull et fondé par l'entrepreneur américain Ezra Butler Eddy en 1854,. Depuis les débuts de l'entreprise, de jeunes femmes de milieux modestes travaillaient dans l'usine à fabriquer des allumettes dans des conditions difficiles et risquées. L'entreprise s'est développée dans les pâtes et papiers. En 1891, elle a été rebaptisée E. B. Eddy.
Le 26 avril 1900, un grand incendie détruisit la plupart des installations de l'entreprise, mais celle-ci fut remise en service en moins d'un an.
Entre 1919 et 1924, ces allumettières ont déclenché les "premiers conflits ouvriers québécois mettant en scène un syndicat féminin" afin de militer pour de meilleures conditions de travail et un salaire plus juste.

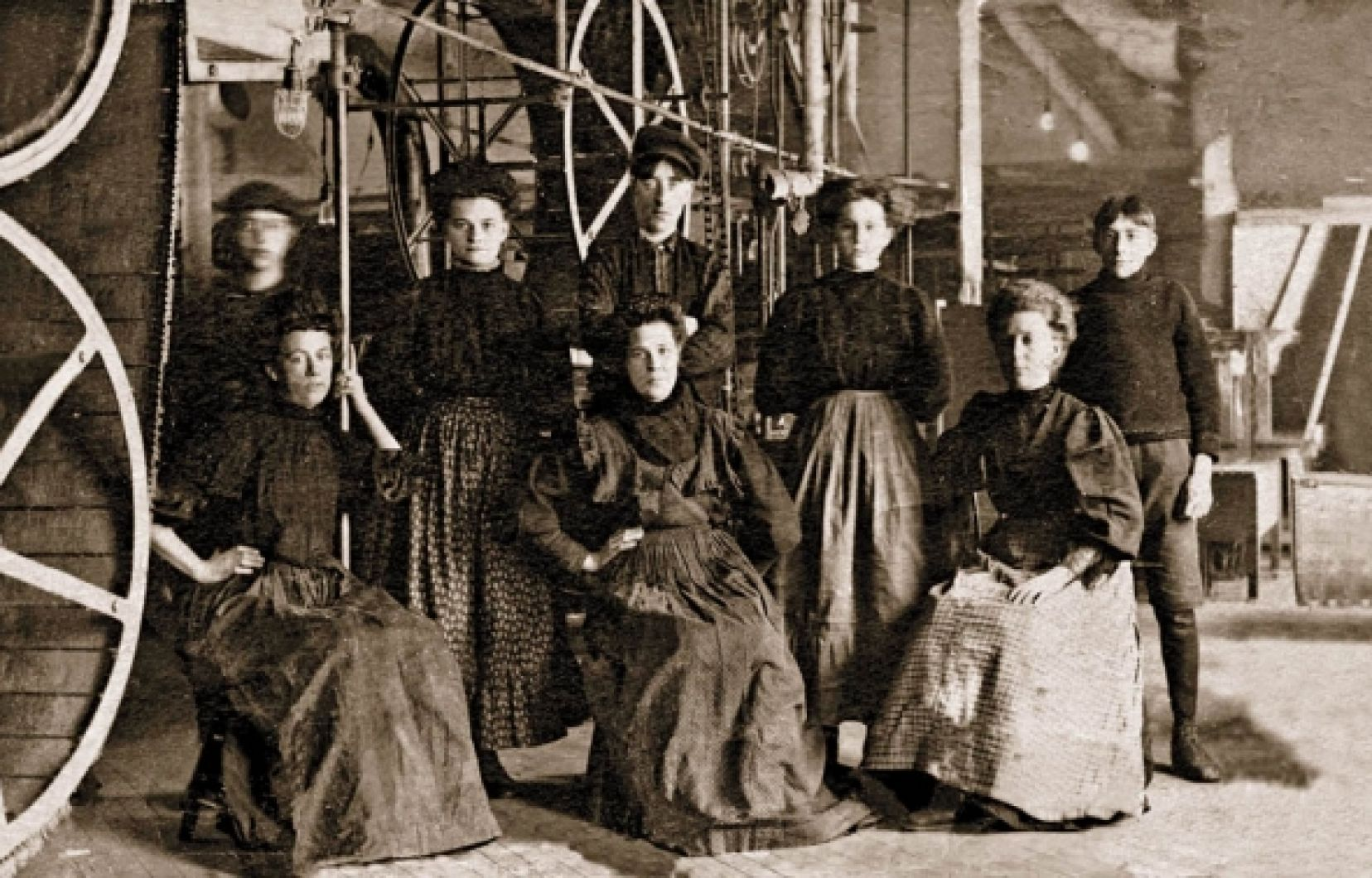
Des allumettières à l'intérieur de l'usine E. B. Eddy, à Hull, vers 1880.

En 1926, R. B. Bennett prend le contrôle de l'entreprise[réf. nécessaire]. Sous le contrôle de Bennett, deux conflits de travail majeurs éclatent alors que la direction tente une réorganisation du travail.
En 1928, l'usine de la compagnie E.B. Eddy ferma.
En 1943, la société a été vendue à George Weston, Ltd. La société a acquis les papeteries de la JR Booth Company en 1946.
En 1998, Domtar Inc. fit l'achat de la compagnie E. B. Eddy et cessa d'occuper le site en 2007. Au moment de l'achat, l'entreprise avait des installations à Hull, Québec, Timmins, Ontario, Espanola, Ontario, Chapleau, Ontario, Pembroke, Ontario, Sault Ste., Delta, Colombie-Britannique et Port Huron, Michigan.

### Division de la fabrication d'allumettes
EB Eddy a vendu sa division match en 1927 et elle a été fusionnée avec World Match Corp.Ltd., Dominion Match Co. Ltd. et Canadian Match Co. Ltd.. L'entreprise est devenue le premier fabricant d'allumettes au Canada en 1929 et était le plus grand producteur de ce produit au Canada. Ses opérations comprenaient une deuxième usine à Mission, en Colombie-Britannique.
Eddy Match avait une structure de capital où 2/3 des actions étaient détenues par British Match Corporation à Londres, en Angleterre et 1/3 par Diamond Match aux États-Unis. Dans les années 1950, Diamond Match a vendu ses actions au public au Canada en s'inscrivant à la Bourse de Toronto. J. Alex Lawrason est devenu président et chef de la direction en juin 1969 à Toronto, en Ontario. Il s'était joint à l'entreprise à Vancouver, en Colombie-Britannique, en 1949, en tant que vendeur.
Au cours des années 1960 et 1970, d'autres opérations comprenaient:
- Ideal Vendor Company à Deseronto, Ontario, qui fabriquait des distributeurs automatiques. Ideal Vendors a fabriqué une variété de distributeurs automatiques de boissons gazeuses. Le bureau des ventes (& HO) d'Idéal se trouvait dans l'édifice Sun Life à Montréal. Le dernier président était Dudley Sutherland. Il a parcouru le monde pour vendre ces machines et a passé beaucoup de temps à le faire en Afrique. La machine était unique en ce sens qu'il s'agissait d'un ouvre-bouteille - les bouteilles étaient maintenues sur un support par le goulot. Il y avait un certain nombre de racks parallèles. Les bouteilles étaient plus refroidies à l'air qu'à froid. L'insertion d'une pièce de monnaie permettait à une bouteille d'être déplacée vers le bas du rack et hors de l'extrémité de distribution.
- Steel Equipment à Pembroke qui fabriquait du mobilier de bureau en acier
- Grant Industries à Vancouver qui distribuait des produits de construction. Cette entreprise a été identifiée comme l'un des distributeurs canadiens de produits de zonolite contaminés à l'amiante provenant de Libby, au Montana. L'entreprise a été achetée au milieu des années 1950 et avait des succursales partout au Canada. La société a été fermée et liquidée en 1971.
- Produits forestiers Kootenay à Nelson, Colombie-Britannique
- Harrow Lumber Company à Nelson, Colombie-Britannique
- Industries de l'isolation
- Eddy Match Co. à Berthierville, Québec
- Produits industriels Eddy. A commencé comme un atelier d'usinage et, en temps voulu, fabriquait des machines d'emballage à grande vitesse pour les ampoules électriques, qui étaient toutes expédiées à des clients aux États-Unis.
- WW Powell à Nelson, en Colombie-Britannique. L'entreprise fabriquait des blocs d'allumettes. La société a été achetée en 1949 et fermée vers 1954

L'entreprise a exploité une usine d'allumettes à Pembroke, en Ontario, jusqu'en 1998. Eddy Match a été fusionné avec Atlas Match d'Euless, Texas en 1998, qui a lui-même été acquis par DD Bean de Jaffrey, New Hampshire en 2016.